# 스즈키 히로후미 (배우)
스즈키 히로후미(1988년 11월 3일 ~)는 일본의 배우 겸 각본가이다. 효고현 출신, 미셸 엔터테인먼트 소속. 전직 은행원 출신이기도 하다.

## 약력
- 은행원으로 일하다가 배우로 전직한 특이한 경력을 가지고 있는데 현재 출연 중인 아바타로전대 돈브라더즈의 키지노 츠요시 역시 평범한 회사원이라는 설정이라 엄청남 싱크료율을 보여줬다는 평가를 받는다. 심지어 배우 본인마저도 제작발표회에서 회사원을 그만두고 노력해서 배우로 전업했더니 다시 회사원을 연기하게 되었다고 농담조로 말하기도 했으며 이렇게 굉장히 이렇게 현실적인 설정이 어필했는지 돈브라더즈 방영 전부터 팬들의 사랑을 많이 받았다.
- 한국가수 김범수와 닮았다는 말이 많다.
- 담당 캐릭터인 키지노 츠요시가 초반에는 온화하고 성실한 성격이었으나 8화에서 반전으로 인격 하차가 드러나고 점점 그 정도가 심해졌다가 막판에 반성한 반면, 배우 본인은 온화하고 세심한 어른의 면모가 있다. 레귤러 멤버들 중에서 캐릭터로서도 배우로서도 연장자였기에 다가가기 어려워했는데, 동료들에게 먼저 다가와주고 상담도 잘해줘서 다정한 사람이라는 걸 알게 되었다고 한다.

## 출연작

### TV드라마
- 2022년 ~ 2023년 아바타로전대 돈브라더즈 - 키지노 츠요시 / 키지 브라더

### 영화
- 아바타로전대 돈브라더즈 the movie 신 첫사랑 히어로 - 키지노 츠요시 / 키지 브라더
- 아바타로전대 돈브라더즈 vs. 젠카이저 - 키지노 츠요시 / 키지 브라더
- 임금님전대 킹오저 vs. 돈브라더즈 - 키지노 츠요시 / 키지 브라더